# 爆笑Co-Co!
《爆笑Co-Co!》是香港雙週刊漫畫雜誌，由正文社推出，原為《CO-CO!》的分刊號《Super CO-CO!》，在2006年1月1日改革為《爆笑Co-Co!》推出。
它有連載香港的搞笑漫畫，提供搞笑玩具，動畫或遊戲的新聞信息。但是由於銷路未能達到預想目標，在推出13期後決定休刊，但當中的漫畫《森巴AMIGO》則在《CO-CO!》中繼續連載。

## 連載漫畫
- Co-CO！群星兜錯路
- 森巴AMIGO
- 斗零小福星
- 空想導遊虎太
- 世界盃爭奪戰 球王新世紀
- 騎呢的科學
- The Battlers 勇者x魔王
- Joke料四格
- 外星阿吉
- 妖妖怪怪